# Gulik-Kleefse Successieoorlog
De Gulik-Kleefse Successieoorlog (Duits: Jülich-Klevischer Erbfolgestreit) was een conflict over de opvolging van de kinderloos gestorven hertog van Gulik Kleef en Berg. De oorlog duurde van 1609 tot 1614. Aan het begin van de oorlog streden de erfgenamen Brandenburg en Palts-Neuburg samen met hun bondgenoten tegen de commissaris van de keizer om de hertogdommen in handen te krijgen. Vervolgens brak over de verdeling van de gebieden een nieuwe oorlog uit. De calvinistische keurvorst Johan Sigismund van Brandenburg werd hierin gesteund door de Republiek en het katholieke Palts-Neuburg door Spanje. De oorlog werd beëindigd met het Verdrag van Xanten, waarin Brandenburg Kleef en Mark kreeg en Palts-Neuburg Gulik en Berg. Pas in 1666 werd het conflict over de verdeling definitief opgelost.

## Voorgeschiedenis
In 1511 werden de Nederrijnse gebieden Gulik en Berg verenigd met Kleef en Mark. Hiermee ontstond een grotendeels aaneengesloten gebied van 14.000 km². Door hun ligging bij de grens tussen de Republiek en de Spaanse Nederlanden waren de hertogdommen van groot strategisch belang tijdens de Tachtigjarige Oorlog. Daarnaast waren de gebieden ook economisch interessant. Gulik was een van de dichtstbevolkte gebieden in het Heilige Roomse Rijk. Verschillende industrieën, zoals de mijnbouw in Berg en Mark en de textielindustrie in Gulik, waren gegroeid door de aankomst van vluchtelingen uit de Nederlanden.

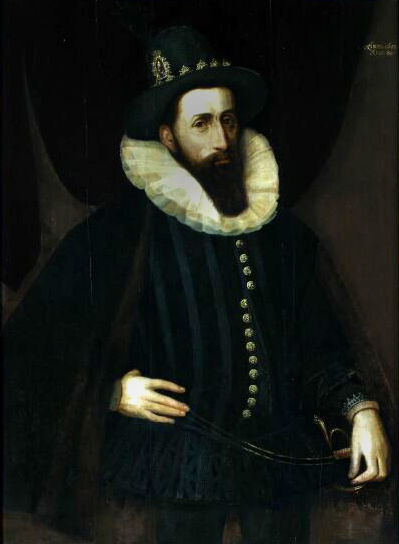
Johan Willem, de krankzinnige hertog van Gulik-Kleef-Berg.

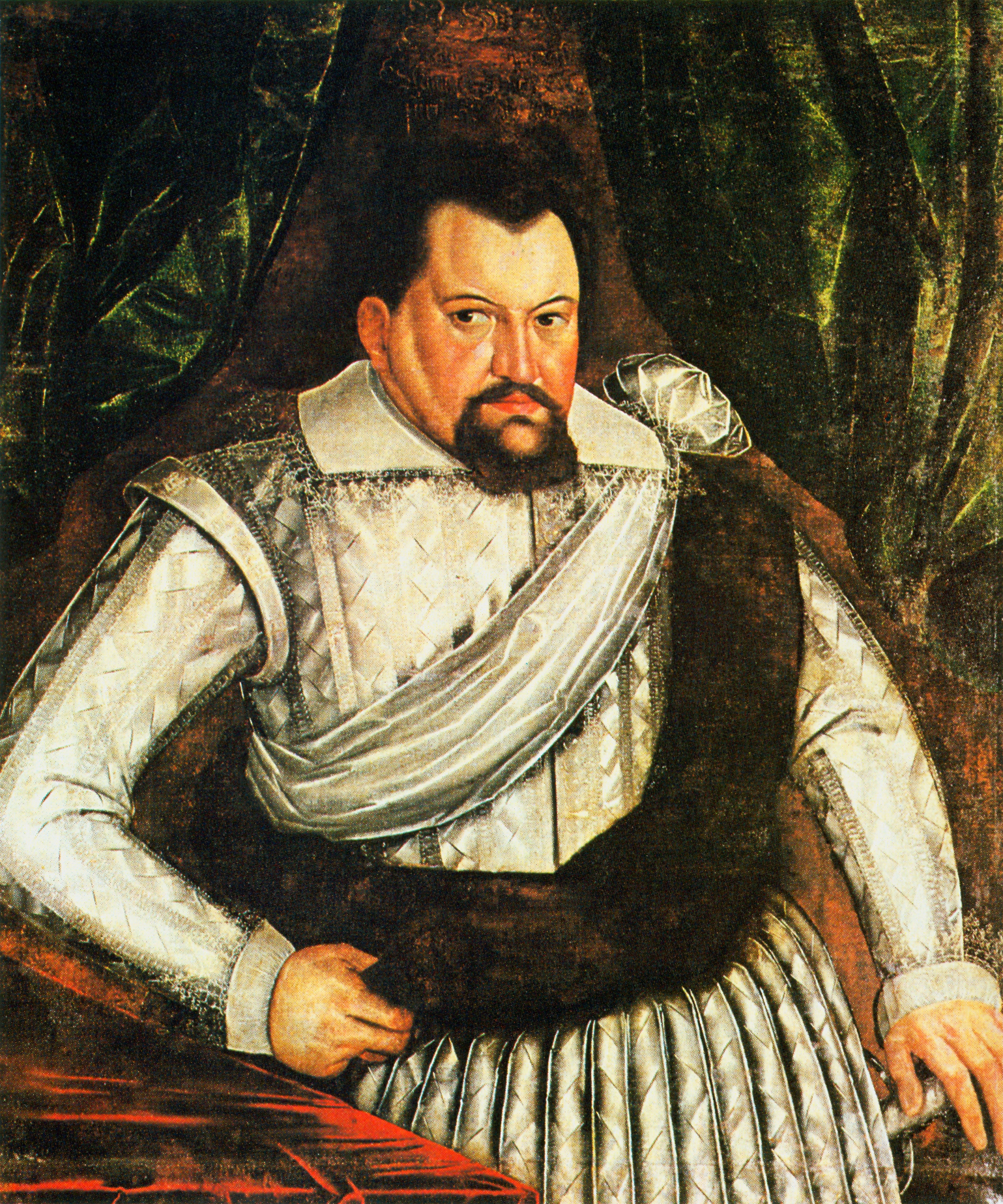
Keurvorst Johan Sigismund van Brandenburg, erfgenaam van Johan Willem via zijn oudste zuster.

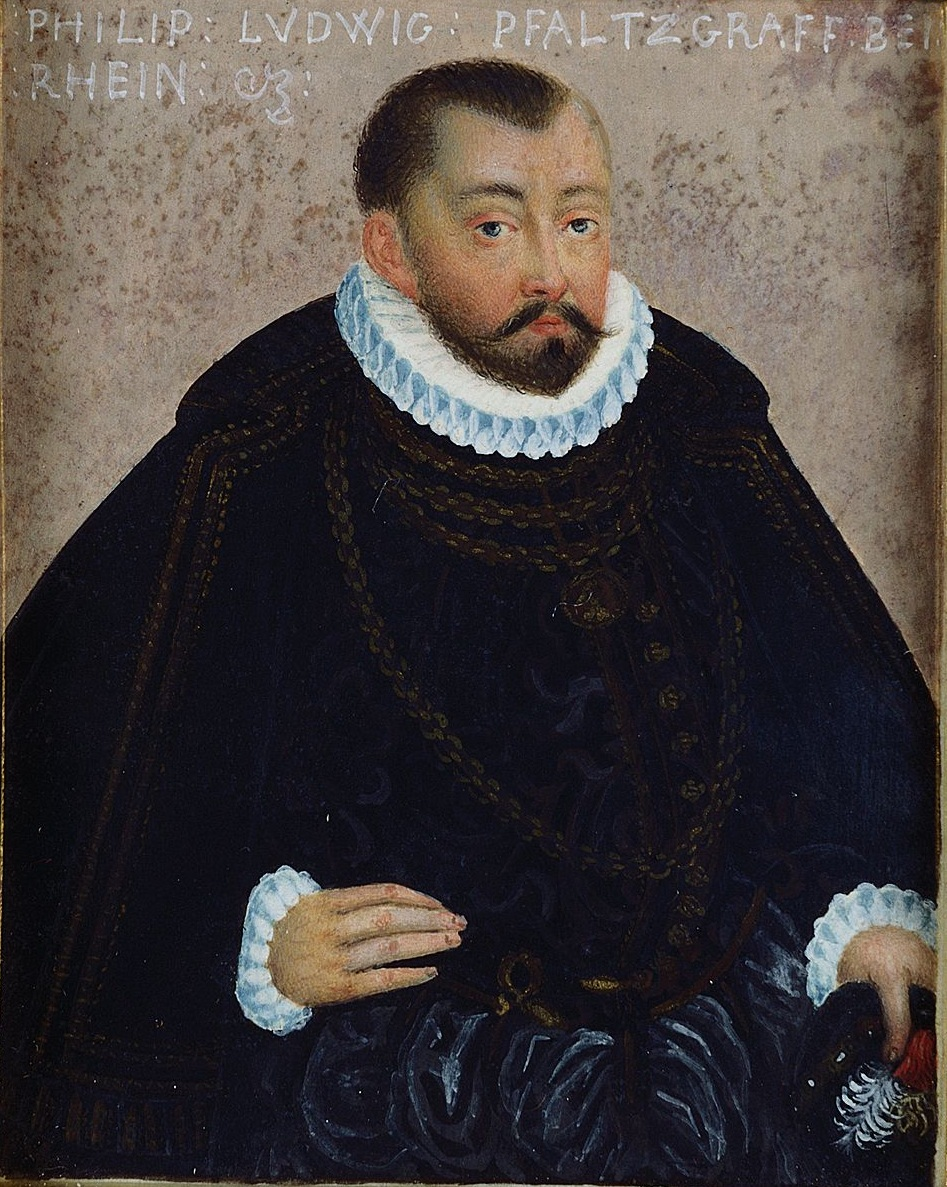
Hertog Filips Lodewijk van Palts-Neuburg, erfgenaam van Johan Willem via zijn tweede zuster.

Willem de Rijke werd na zijn dood opgevolgd door zijn krankzinnige zoon Johan Willem, de laatste mannelijke erfgenaam van de hertogelijke dynastie. Gedurende de jaren 1590 werd duidelijk dat Johan Willem waarschijnlijk geen kinderen zou krijgen, waarna verschillende vorsten aanspraken maakten op de erfenis. De lutherse heersers van Palts-Neuburg en Brandenburg hadden de sterkste claims, gebaseerd op huwelijken met Johan Willems zusters. Erfprins Filips Lodewijk van Palts-Neuburg was getrouwd met Johan Willems zuster, Anna van Kleef. De keurvorst van Brandenburg, Johan Sigismund, baseerde zijn aanspraak op zijn huwelijk met Anna van Pruisen, de oudste dochter van Johan Willems oudste zuster Maria Eleonora. Daarnaast konden ten minste acht andere vorsten, waaronder de invloedrijke keurvorst van Saksen, ook aanspraken maken op de erfenis. Ook de onberekenbare keizer Rudolf II van het Heilige Roomse Rijk zou na de dood van Johan Willem de gebieden kunnen opeisen als vrijgekomen lenen.

## De eerste Gulik-Kleefse Oorlog

### De Bezitters
Johan Willem stierf op 25 maart 1609. De hofraad en de weduwe van Johan Willem, Antoinette van Lotharingen en een keizerlijke commissaris vormden samen een regentschapsraad die het bestuur over de hertogdommen overnam. Keizer Rudolf II liet op 25 mei weten dat de Rijkshofraad binnen vier weken een uitspraak over de opvolging zou doen. Brandenburg en Palts-Neuburg zagen dit als een voorbode van een keizerlijke inbeslagname van de hertogdommen. Op het reces van Dortmund besloten ze om alle andere aanspraken te verwerpen en om samen met de lokale staten het gebied te besturen. Ernst, de broer van Johan Sigismund, en erfprins Wolfgang Willem werden met een klein legertje naar de hertogdommen gestuurd. Ze namen in weerwil van zowel de keizer als de regentschapsraad het grootste deel van de hertogdommen over waarbij ze zichzelf de bezitters (Possiedierenden) noemden.

### Leopold van Oostenrijk
Keizer Rudolf werd tijdens de crisis in Gulik-Kleef-Berg in beslag genomen door problemen over zijn eigen opvolging: de Broedertwist tussen hem en zijn broer Matthias veroorzaakte grote onenigheid binnen de Habsburgse monarchie. Hierdoor had de keizer zich waarschijnlijk niet verder met Gulik-Kleef bemoeid, als zijn achterneef aartshertog Leopold, de prins-bisschop van Straatsburg en Passau, zich afzijdig had gehouden. Om zijn eigen positie binnen het Huis Habsburg te versterken en het keizerlijk prestige te vergroten, overtuigde Leopold Rudolf ervan om hem tot keizerlijk commissaris te benoemen. Rudolf annuleerde op eigen gezag het verdrag van Dortmund en zond Leopold naar Gulik zonder met de Rijkshofraad te overleggen. Leopold had net genoeg troepen om de stad te bezetten, maar de Bezitters namen de andere steden in de hertogdommen over en sloegen het Beleg voor Gulik.
De meeste Duitse vorsten wilden het conflict vreedzaam oplossen en Rudolf werd verplicht om een op 1 mei 1610 gehouden conferentie te beleggen in de hoofdstad Praag. De vorsten probeerden Rudolf over te halen om een andere onafhankelijkere commissaris te benoemen, maar de keizer liet zich niet onder druk zetten en besloot om de keurvorst van Saksen met de hele erfenis te belenen. Omdat de hertogdommen, op Gulik na, onder controle van Brandenburg en Palts-Neuburg stonden, had de Saksische keurvorst hier weinig aan.

### Buitenlandse interventie
Koning Hendrik IV van Frankrijk, gebruikte het conflict om zijn eigen prestige te vergroten. De koning verdubbelde de sterkte van zijn leger en zond 22.000 man naar Noord-Frankrijk. Waarschijnlijk hoopte Hendrik hiermee andere heersers te intimideren, zodat een echte oorlog kon worden voorkomen en de koning zichzelf kon opwerpen als bemiddelaar. Voordat het leger Gulik had kunnen bereiken werd de koning op 14 mei 1610 in Parijs vermoord door een katholieke monnik. De nieuwe Franse regering ging echter gewoon door met de militaire voorbereidingen om te laten zien dat Frankrijk na de dood van de koning nog steeds een belangrijke rol kon spelen in de internationale politiek. Uiteindelijk stuurden de Fransen in augustus een klein leger van 9000 man onder bevel van maarschalk de La Châtre langs de Maas naar het noorden.
Om de militaire macht van het Staatse leger duidelijk te maken werd ook vanuit de Republiek een leger gemobiliseerd. Onder bevel van prins Maurits verzamelden zich 14.000 infanteristen en 8000 ruiters in Schenkenschans, op de grens met het hertogdom Kleef. Om het pas met Spanje gesloten bestand niet in gevaar te brengen moest het Staatse leger zich terughoudend opstellen.
Koning Filips III van Spanje en zijn belangrijkste adviseur, de hertog van Lerma, hadden er ook geen belang bij om het bestand te verbreken. Aartshertog Albert kreeg de instructie dat hij pas ten gunste van Leopold mocht ingrijpen zodra de Fransen en de Nederlanders zich aansloten bij het Beleg van Gulik. Albrecht liet zijn garnizoenen in de Zuidelijke Nederlanden versterken, maar hij bleef contact houden met prins Maurits en zond gezanten naar Praag om te proberen het conflict vreedzaam op te lossen.

### De Unie in de Elzas
Aartshertog Leopold kreeg van keizer Rudolf weinig concrete steun om zijn positie in Gulik te versterken. Hij probeerde steun te krijgen van de Katholieke Liga. De Liga mobiliseerde uit zelfverdediging een deel van zijn leger maar Maximiliaan I van Beieren weigerde om zich met de Habsburgers te verbinden. Leopold was hierdoor afhankelijk van zijn eigen gebieden om soldaten te rekruteren. Passau lag te afgelegen, maar in het prinsbisdom Straatsburg in de Elzas begonnen zijn officiers troepen te verzamelen.

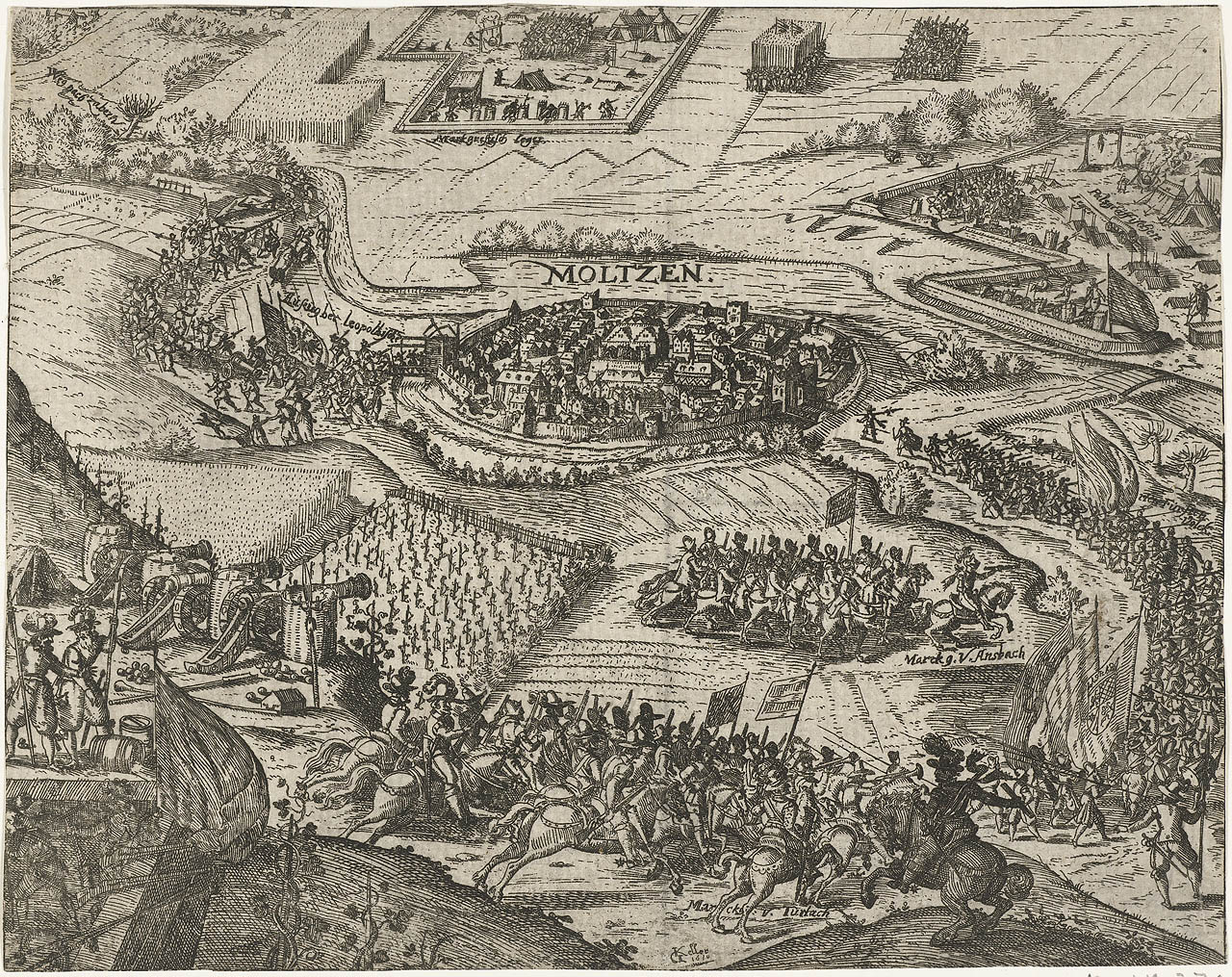
De Verovering van Molsheim in de Elzas door de Protestantse Unie.

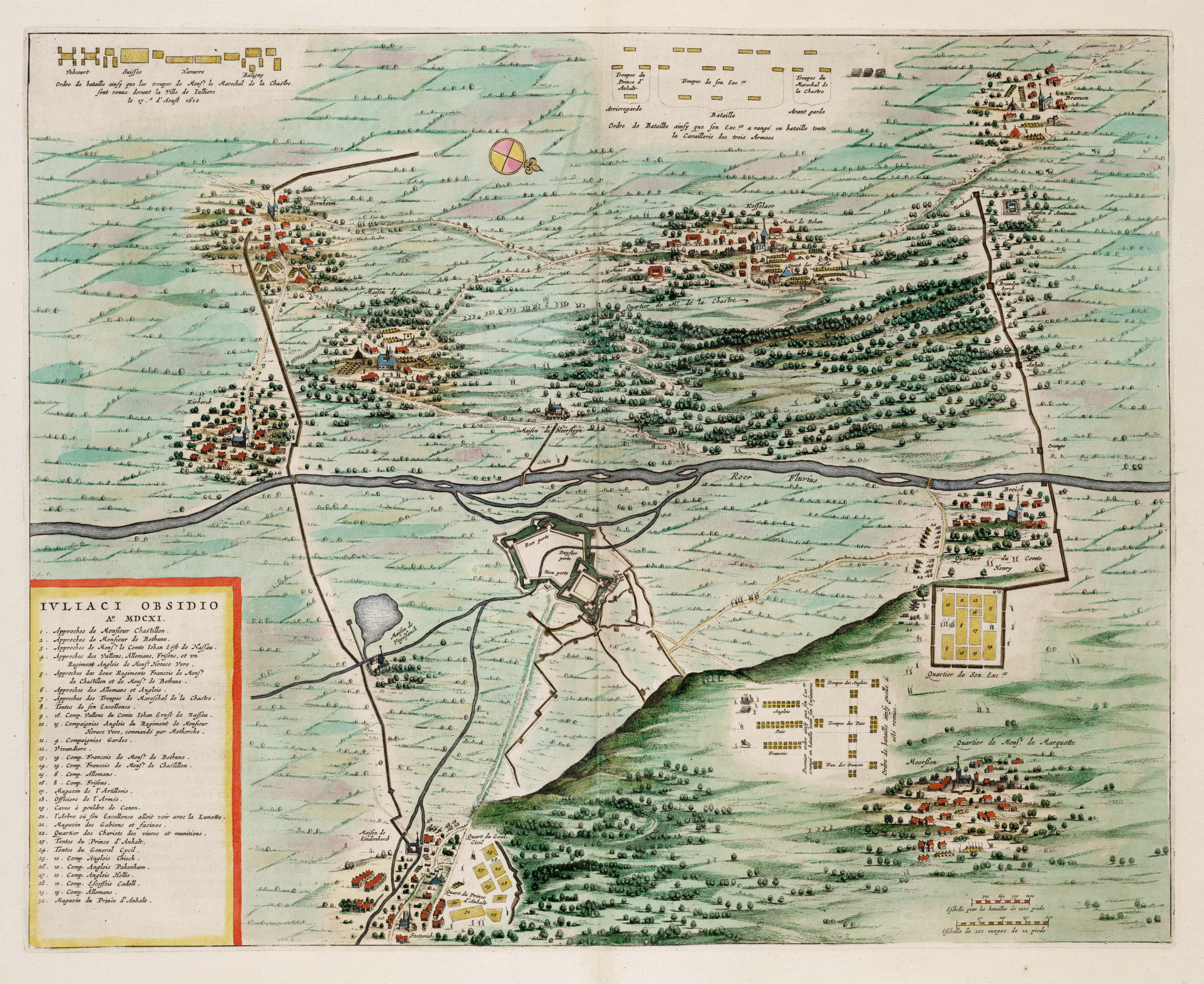
Het Beleg van Gulik.

In tegenstelling tot de Katholieke Liga was de Protestantse Unie wel bereid om een leger te mobiliseren om de Bezitters, allebei leden van de Unie, te hulp te komen. Op een congres van de Unie werden de Bezitters 5000 man toegezegd, die echter wel door hen betaald moesten worden. De mobilisatie van het leger van de Liga zette de leiders van de Unie echter onder druk. Zonder de andere leden van de Unie te raadplegen besloot keurvorst Frederik IV van de Palts samen met de hertog Ulrich van Württemberg en markgraaf George Frederik van Baden-Durlach om tot actie over te gaan. Een kleine expeditiemacht van 2000 man trok in maart 1610 het prinsbisdom Straatsburg binnen. Leopolds commandant in het gebied trok zijn soldaten terug naar Saverne en andere ommuurde steden. De Unie kon niet genoeg geld opbrengen om de soldij van het legertje te betalen waardoor de troepen een aantal dorpen plunderden en vervolgens het prinsbisdom weer verlieten.
Twee maanden later, in mei, viel de Unie opnieuw Leopolds gebieden binnen. Een beter georganiseerd leger van 9000 man onder persoonlijk bevel van de markgraven van Baden-Durlach en Ansbach trok via Straatsburg de Rijn over. Het lukte het Unie-leger om Dachstein, Molsheim en Mutzig in te nemen, maar Saverne bleef standhouden. De vorstelijke bevelhebbers raakten echter in conflict met het stadsbestuur van de rijksstad Straatsburg. De rijksstad weigerde nog langer om de troepen van voedsel te voorzien en het beleg van Saverne moest worden afgebroken. Op 10 augustus 1610 sloten de beide partijen een lokale wapenstilstand.

### De val van Gulik
Leopolds situatie in Gulik werd steeds uitzichtlozer. De aanvallen van de Unie voorkwamen dat zijn soldaten vanuit de Elzas naar Gulik konden marcheren. Een compagnie rekruten die hij in het prinsbisdom Luik had laten werven werd door prins Maurits overvallen, zodat hij aangewezen was op het 1500 man sterke garnizoen van Gulik. Leopold zelf vluchtte in mei de stad uit en gaf het bevel over aan kolonel Rauschenberg. In juli kregen de Bezitters steun van de Protestantse Unie waardoor een echt beleg kon worden opgezet. Begin augustus voegde het Staatse leger zich bij de belegeringsmacht en kort daarna vielen de voorwerken van de stad. Op 19 augustus arriveerde het Franse leger, waardoor de belegeringsmacht uit 33.000 man bestond. Rauschenberg koos ervoor om zich over te geven voordat de stad bestormd zou worden. De belegeraars stonden toe dat hij ongehinderd de stad kon verlaten, en op 1 september 1610 vertrok hij met zijn manschappen om zich bij de rest van Leopolds troepen in de Elzas te voegen.

### Gevolgen van de eerste oorlog
Alle partijen trokken zich na de val van Gulik snel terug. Het Franse leger verliet Gulik een aantal dagen na de val van de stad. Het Staatse leger vertrok een week later, maar liet wel een regiment in de stad achter, waarmee Gulik onder Nederlandse en calvinistische invloed kwam te staan. De Unie en de Liga kwamen in oktober overeen om hun legers te ontbinden, terwijl aartshertog Leopold naar Passau reisde.
Hoewel de strijd tot de Elzas en de hertogdommen beperkt was gebleven waren alle partijen financieel uitgeput. De operatie had Frankrijk een derde van de oorlogskas gekost. Brandenburg en Palts-Neuburg moesten een gedeelte van hun leger ontslaan en betaalden niets voor de steun die zij van de Protestantse Unie hadden ontvangen. De leden van de Katholieke Liga betaalden slechts een gedeelte van hun contributie, waardoor Maximiliaan I van Beieren zijn eigen staatskas moest aanspreken om de kosten van de mobilisatie te dekken. De Protestantse Unie zette zelfs zijn eigen leden, zoals de rijke handelsstad Ulm, militair onder druk om de muitende soldaten te kunnen betalen. De financiële problemen maakten de zwakheid van de Unie en de Liga duidelijk. Hierdoor verloren confessionele allianties veel van hun prestige, zeker omdat de uiteindelijke opvolging in de hertogdommen nog niet beslist was.

## Nieuwe allianties
Ondanks de militaire overwinning van de Bezitters bleef de situatie in het Neder-Rijngebied onduidelijk. De Bezitters bestuurden de gebieden gezamenlijk maar een deel van de staten van de hertogdommen weigerden een gedeelde heerschappij te accepteren. Saksen en de andere vorsten, die recht meenden te hebben op de erfenis, maakten van de onzekerheid gebruik door opnieuw te proberen hun rechten via diplomatieke weg te laten erkennen. Keizer Matthias, die in 1612 Rudolf II opvolgde, bevestigde de belening van Saksen met de hertogdommen, maar deed niets om Saksen te helpen het gebied werkelijk in handen te krijgen.
De Brandenburgse gouverneur in de hertogdommen, Ernst, bekeerde zich in 1610 tot het calvinisme. Drie jaar later ging ook keurvorst Johan Sigismund over tot het gereformeerde geloof. Prins Wolfgang Willem van Palts-Neuburg daarentegen ging tegen de wil van zijn streng lutherse vader in en verbond zich met het katholieke Beieren. Hij werd hierin aangemoedigd door de Spaanse ambassadeur, Baltasar de Zúñiga. Op 19 juli 1613 bekeerde Wolfgang Willem zich tot het rooms-katholicisme en drie maanden later trouwde hij met Magdalena, de zus van hertog Maximiliaan. Door de religieuze tegenstellingen werd het conflict tussen de twee Bezitters steeds groter. In 1614 liep de spanning zo hoog op dat een nieuwe strijd over de opvolging onvermijdelijk bleek.

## De tweede Gulik-Kleefse Oorlog

### Conflict tussen de Bezitters
De tweede oorlog begon nadat het Nederlandse regiment in Gulik met 300 man werd versterkt en de Neuburgse mannen uit de stad verdreef. Van Oldebarnevelt probeerde met deze actie te voorkomen dat de Brandenburgse en Neuburgse troepen elkaar zouden aanvallen. Wolfgang Willem zag hierin echter een poging van Brandenburg om hem met Nederlandse steun uit de hertogdommen te verdrijven. Als tegenactie liet hij zijn soldaten het Brandenburgse bestuur uit Düsseldorf verdrijven. Hierop verzamelde Brandenburg een 3900 man tellende troepenmacht terwijl het land daarvoor eigenlijk het geld niet kon opbrengen. Johan Sigismund werd gedwongen om de Republiek om een lening te vragen, maar omdat hij zelfs de rente hiervan niet kon betalen werd hij geheel van de Nederlanders afhankelijk. Van Oldebarnevelt stuurde nog eens 2000 man naar de regio in de hoop de situatie te stabiliseren.

### Spaanse interventie
Aartshertog Albrecht en de Spaanse opperbevelhebber Ambrogio Spinola zagen het Nederlandse militaire ingrijpen echter als een bedreiging voor de Spaanse invloed aan de Neder-Rijn. Zonder opdracht van de Spaanse Kroon verzamelde Spinola 14.600 man uit het Leger van Vlaanderen. Op 22 augustus 1614 vertrok hij uit Maastricht en bereikte Aken twee dagen later. De Spanjaarden vervingen het protestantse stadsbestuur van de rijksstad door een nieuw katholiek bestuur en trokken vervolgens verder naar Düren. Samen met de troepen van Wolfgang Willem veroverde Spinola het grootste gedeelte van de hertogdommen Gulik en Berg. Vervolgens trokken de Spanjaarden naar het hertogdom Kleef en namen Duisburg in. Het Staatse leger onder leiding van prins Maurits veroverde Emmerik in het Hertogdom Kleef en het grootste gedeelte van het graafschap Mark. Het Nederlandse garnizoen in de stad Gulik werd met 2000 man versterkt. Beide partijen deden er alles aan om elk gevecht te vermijden om zo het Bestand niet te verbreken. Alleen bij Wezel kwam het tot een confrontatie tussen het Nederlandse garnizoen en het Spaanse leger. Het garnizoen gaf zich echter snel over waarmee de Spanjaarden de strategisch gelegen plaats aan de Rijn bezetten.

### Gevolgen van de tweede oorlog
Na de interventies van Spanje en de Republiek waren alle steden in de hertogdommen bezet door Spaanse of Nederlandse garnizoenen. Vooral Spanje had zijn strategische positie aan de Neder-Rijn versterkt. Door de verovering van Wezel en Orsoy, naast Rheinberg, dat al eerder in Spaanse handen was gevallen, hadden de Spanjaarden drie oversteekplaatsen aan de Rijn in handen. De verbinding tussen de Zuidelijke Nederlanden en het Spaanse Lingen, Oldenzaal en Groenlo werd daarmee veilig gesteld. De republiek had minder steden ingenomen, Gulik was een Nederlandse enclave geworden en de overige door de Republiek ingenomen vestingen werden omgeven door de Spanjaarden. Prins Maurits liet daarom in de Rijn tussen Keulen en Bonn een nieuw fort, Pfaffenmütze, aanleggen.

## Het Verdrag van Xanten
Onder internationale druk besloten Wolfgang Willem van Palts-Neuburg en Johan Sigismund om de hertogdommen te verdelen. Op 13 oktober 1614 begonnen de onderhandelingen tussen de beide partijen in Xanten. Na Franse en Engelse bemiddeling werd het Verdrag van Xanten op 12 november getekend. De hertogdommen werden voorlopig verdeeld. Kleef, Mark, het kleinere Ravensberg en de heerlijkheid Ravenstein kwamen aan Brandenburg. Gulik en Berg kwamen in handen van Palts-Neuburg. De Nederlandse en Spaanse troepen bleven in de door hen veroverde steden gestationeerd.